# 라이드 어롱 2
《라이드 어롱 2》(영어: Ride Along 2)는 2016년 개봉한 미국의 버디 경찰 액션 코미디 영화이다. 팀 스토리가 감독을, 필 헤이와 맷 맨프레디가 각본을 맡았으며, 2014년 영화 《라이드 어롱》의 속편이다. 미국에서 2015년 1월 15일 개봉하였다.

## 출연진
- 아이스 큐브
- 케빈 하트
- 켄 정
- 벤저민 브랫
- 올리비아 먼
- 칼로스 고메즈
- 브루스 맥길
- 티카 섬프터
- 글렌 파월
- 셰리 셰퍼드
- 네이딘 벌래스케즈
- 타이리스 깁슨
- 아르투로 델푸에르토
- 마이클 로즈
- 웃카시 앰부드카
- 팁 “T.I.” 해리스

## 같이 보기
- 라이드 어롱